# MPEG-3
MPEG-3 es el nombre de un grupo de estándares de codificación de vídeo y audio realizados por el MPEG (Moving Picture Experts Group). MPEG-3 fue diseñado para tratar señales HDTV en un rango de entre 20 a 40 Mbits/s.
Al poco tiempo se descubrió que se podían conseguir resultados similares modificando ligeramente el estándar MPEG-2. Por ello, HDTV fue incluido como un apartado separado en el estándar MPEG-2 y a partir de entonces se interrumpió el trabajo sobre MPEG-3. 
MPEG-3 no debe confundirse con MPEG-1 Audio Layer 3, que suele conocerse como MP3.